# Уокер (телесериал)
«Уокер» (англ. Walker) — американский телесериал в жанре боевика, ремейк сериала «Крутой Уокер: Правосудие по-техасски» о жизни и работе техасского рейнджера Корделла Уокера. В главной роли снялся Джаред Падалеки. В январе 2020 года компания The CW заказала производство первого сезона, премьера которого состоялась 21 января 2021 года.
3 февраля 2021 года сериал был продлён на второй сезон. Премьера второго сезона состоялась 28 октября 2021 года. Приквел сериала «Уокер: Независимость» был запущен в разработку в декабре 2021 года. 22 марта 2022 года телесериал был продлен на третий сезон. Премьера третьего сезона состоялась 6 октября 2022 года. В мае 2023 года The CW продлил телесериал на четвёртый сезон премьера которого состоялась 3 апреля 2024 года. В мае 2024 года телесериал был закрыт после четырёх сезонов.

## Сюжет
Как и в оригинальном сериале, сюжет касается «вопросов морали, семьи и поисков взаимопонимания». В центре повествования — Корделл Уокер, вдовец и отец двух детей с собственным моральным кодексом, вернувшийся в Остин после одиннадцати месяцев работы под прикрытием и обнаруживший, что дома у него много работы. Он пытается наладить отношения с детьми и своими консервативными родственниками и находит неожиданное взаимопонимание с новым партнёром Мики, которая стала одной из первых женщин в истории техасских рейнджеров. Также он находит всё более подозрительным обстоятельства смерти его жены.

## Актёрский состав

### Главные роли
- Джаред Падалеки — Корделл Уокер
- Линдси Морган — Мики, новый партнёр Корделла из техасских рейнджеров
- Киган Аллен — Лиам Уокер, брат Корделла
- Митч Пиледжи — Бонем Уокер, отец Корделла и Лиама
- Молли Хейган — Абелин Уокер, мать Корделла
- Коби Белл — капитан Ларри Джеймс
- Джефф Пьерр — Трей Барнетт, парень Мики
- Вайолет Бринсон — Стелла Уокер, 16-летняя дочь Корделла
- Гэвин Касалежно — Тревор Стренд, парень Стеллы
- Кайл Калли — Август Уокер, 14-летний сын Корделла
- Одетт Эннабл — Джери, старая подруга Корделла и его покойной жены[12].
- Эшли Рейес — Кэсси Перез, новая напарница Корделла Уокера[13].

### Эпизодические роли
- Женевьев Падалеки — Эмили, покойная жена Корделла Уокера
- Мэтт Барр — Хойт Роулинс, лучший друг Корделла и давний бойфренд Джери

## Обзор сезонов
| Сезон | Сезон | Эпизоды | Дата показа     | Дата показа     | Рейтинг Нильсона | Рейтинг Нильсона       |
| Сезон | Сезон | Эпизоды | Премьера        | Финал           | Ранк             | Зрители США (миллионы) |
| ----- | ----- | ------- | --------------- | --------------- | ---------------- | ---------------------- |
|       | 1     | 18      | 21 января 2021  | 12 августа 2021 | 110              | 2.54                   |
|       | 2     | 20      | 28 октября 2021 | 23 июня 2022    | 114              | 1.65                   |
|       | 3     | 18      | 6 октября 2022  | 11 мая 2023     | 108              | 1.23                   |
|       | 4     | 13      | 3 апреля 2024   | 26 июня 2024    |                  |                        |

## Список эпизодов

### Сезон 1 (2021)
| № общий | № в сезоне | Название                                                             | Режиссёр             | Автор сценария                                                        | Дата премьеры   | Произв. код | Зрители в США (млн) |
| --- | ---------- | -------------------------------------------------------------------- | -------------------- | --------------------------------------------------------------------- | --------------- | ----------- | ------------------- |
| 1 | 1          | «Пилот» «Pilot»                                                      | Джессика Ю           | Анна Фрике                                                            | 21 января 2021  | 101         | 2,44                |
| Техасский рейнджер Корделл Уокер, вдовец и отец двоих детей со своим собственным моральным кодексом, возвращается домой в Остин, штат Техас, после двух лет работы под прикрытием, только чтобы обнаружить, что дома есть более тяжелая работа. Когда Уокер пытается восстановить связь со своим творческим и вдумчивым сыном Августом и его упрямой, несколько бунтующей дочерью – подростком Стеллой, он обнаруживает, что ему нужно ориентироваться в столкновениях со своей семьей-Лиамом, младшим братом Уокера, который вмешался во время отсутствия Уокера, его проницательной матерью Абелиной и его традиционным отцом-фермером Бонэмом. Бывший коллега Уокера, Ларри Джеймс, теперь его капитан Рейнджеров. И Уокер находит неожиданный общий язык со своим новым партнером Мики Рамирес, одной из первых женщин в истории Техасских рейнджеров, в то же время все более подозрительно относясь к обстоятельствам смерти своей жены. |            |                                                                      |                      |                                                                       |                 |             |                     |
| 2 | 2          | «Снова в седле» «Back In The Saddle»                                 | Стив Робин           | Анна Фрике                                                            | 28 января 2021  | 102         | 2.11                |
| 3 | 3          | «Bobble Head» «Болванчик»                                            | Рэнди Зиск           | Шеймус Кевин Фейи                                                     | 4 февраля 2021  | 103         | 1,86                |
| 4 | 4          | «Don't Fence Me In» «Не мешай мне»                                   | Джон Т. Кретчмер     | Эйприл Фицсиммонз                                                     | 11 февраля 2021 | 104         | 1.73                |
| 5 | 5          | «Duke» «Дюк»                                                         | Стив Робин           | Брет Вандебос, Брэндон Уиллер                                         | 18 февраля 2021 | 105         | 1.68                |
| 6 | 6          | «Bar None» «Без сомнений»                                            | Амин Кадерали        | Пола Саббага и Кейси Фишер                                            | 11 марта 2021   | 106         | 1.33                |
| 7 | 7          | «Tracks» «Грузовики»                                                 | Бола Огун            | Пола Саббага и Кейси Фишер                                            | 18 марта 2021   | 107         | 1.45                |
| 8 | 8          | «Fine is a Four Letter Word» «Прекрасно - это слово из четырех букв» | Стейси К. Блэк       | Кэтрин Элис                                                           | 8 апреля 2021   | 108         | 1.03                |
| 9 | 9          | «Rule Number 17» «Правило номер 17»                                  | Стив Робин           | Брет Вандебос и Брэндон Уиллер                                        | 15 апреля 2021  | 109         | 1.14                |
| 10 | 10         | «Encore» «Выход на бис»                                              | Стейси К. Блэк       | Блит Энн Джонсон                                                      | 6 мая 2021      | 110         | 0.98                |
| 11 | 11         | «Freedom» «Свобода»                                                  | Алекс Пиллай         | Джерри Карилло                                                        | 13 мая 2021     | 111         | 0.9                 |
| 12 | 12         | «A Tale of Two Families» «История двух семей»                        | Стив Робин           | Телесценарий Анна Фрике и Шеймус Кевин Фейи История Шеймус Кевин Фейи | 20 мая 2021     | 112         | 1.00                |
| 13 | 13         | «Defend the Ranch» «Защита ранчо»                                    | Алекс Пиллай         | Телесценарий Анна Фрике и Шеймус Кевин Фейи История Шеймус Кевин Фейи | 10 июня 2021    | 113         | 1.03                |
| 14 | 14         | «Mehar's Jacket» «Куртка Мехара»                                     | Диана Валентайн      | Кейси Фишер                                                           | 17 июня 2021    | 114         | 0.99                |
| 15 | 15         | «Four Stones in Hand» «Четыре камня в руке»                          | Тесса Блейк          | Пола Саббага                                                          | 24 июня 2021    | 115         | 1.08                |
| 16 | 16         | «Bad Apples» «Плохие яблоки»                                         | Джоэл Новоа          | Аарон Кэрью                                                           | 15 июля 2021    | 116         | 0.96                |
| 17 | 17         | «Dig» «Раскопки»                                                     | Ричард Спейт-младший | Шеймас Кевин Фейхи & Анна Фрике                                       | 22 июля 2021    | 117         | 1.15                |
| 18 | 18         | «Drive» «Драйв»                                                      | Стив Робин           | Шеймас Кевин Фейхи & Анна Фрике                                       | 12 августа 2021 | 118         | 1.10                |

### Сезон 2 (2021—2022)
| № общий | № в сезоне | Название                                                        | Режиссёр                     | Автор сценария                                                                                     | Дата премьеры   | Зрители в США (млн) |
| ------- | ---------- | --------------------------------------------------------------- | ---------------------------- | -------------------------------------------------------------------------------------------------- | --------------- | ------------------- |
| 19      | 1          | «Они начали это» «They Started It»                              | Стив Робин                   | Шеймас Кевин Фейхи & Анна Фрике                                                                    | 28 октября 2021 | 0.95                |
| 20      | 2          | «Тот, который сбежал» «The One That Got Away»                   | Ричард Спейт-младший         | Шеймас Кевин Фейхи & Анна Фрике                                                                    | 4 ноября 2021   | 1.02                |
| 21      | 3          | «Горелка для сарая» «Barn Burner»                               | Джоэль Новоа                 | Блайт Энн Джонсон & Аарон Карю                                                                     | 11 ноября 2021  | 0.87                |
| 22      | 4          | «Это не то, что ты думаешь» «It's Not What You Think»           | Жаклин Текжада               | Кейси Фишер                                                                                        | 18 ноября 2021  | 0.85                |
| 23      | 5          | «Партнеры и третьи колеса» «Partners and Third Wheels»          | Эприлл Уинни                 | Джери Карилло                                                                                      | 2 декабря 2021  | 0.93                |
| 24      | 6          | «Дугласова пихта» «Douglas Fir»                                 | Стив Робин                   | Брет ВанденБос и Брэндон Уиллер                                                                    | 9 декабря 2021  | 0.98                |
| 25      | 7          | «Куда нам двигаться дальше?» «Where Do We Go From Here?»        | Эмин Кадерали                | Анна Фрике и Кэтрин Элис                                                                           | 13 января 2022  | 0.99                |
| 26      | 8          | «Два балла за честность» «Two Points for Honesty»               | Боседе Айени Уильямс         | Блит Энн Джонсон                                                                                   | 20 января 2022  | 1.09                |
| 27      | 9          | «Удар исподтишка» «Sucker Punch»                                | Амин Кадерали                | Аарон Кэрью                                                                                        | 27 января 2022  | 1.04                |
| 28      | 10         | «ТОлчок» «Nudge»                                                | Стив Робин                   | Шеймус Кевин Фэи и Кейси Фишер                                                                     | 3 марта 2022    | 0.90                |
| 29      | 11         | «Границы» «Boundaries»                                          | Дэвид МакУиртер              | Джери Карилло                                                                                      | 10 марта 2022   | 0.85                |
| 30      | 12         | «Общее основание» «Common Ground»                               | Чарисса Санджарернсуитхикуль | Майя Вайас                                                                                         | 31 марта 2022   | 0.96                |
| 31      | 13         | «Одна хорошая вещь» «One Good Thing»                            | Бен Эрнандес Брэй            | Брет Вандебос и Брэндон Уиллер                                                                     | 7 апреля 2022   | 0.91                |
| 32      | 14         | «Нет такой вещи, как честная игра» «No Such Thing As Fair Play» | Дженсен Эклс                 | Кэтрин Элис                                                                                        | 14 апреля 2022  | 0.85                |
| 33      | 15         | «Былые времена» «Bygones»                                       | Phil Hardage                 | Дэвид Джеймс                                                                                       | 28 апреля 2022  | 0.70                |
| 34      | 16         | «Проблемы с шампанским» «Champagne Problems»                    | Келли Уильямс                | Кейси Фишер и Блитт Энн Джонсон                                                                    | 5 мая 2022      | 0.67                |
| 35      | 17         | «Разорванный» «Torn»                                            | Америка Янг                  | Аарон Кэрью                                                                                        | 2 июня 2022     | 0.87                |
| 36      | 18         | «Поиск и спасение» «Search and Rescue»                          | Остин Николс                 | Телесценарий Брет Вандебос, Брэндон Уиллер История Шеймус Кевин Фейи,Брет Вандебос, Брэндон Уиллер | 9 июня 2022     | 0.90                |
| 37      | 19         | «Вопрос миль» «A Matter of Miles»                               | Тесса Блейк                  | Аарон Кэрью и Анна Фрике                                                                           | 16 июня 2022    | 0.88                |
| 38      | 20         | «Чего-то не хватает» «Something's Missing»                      | СтивРобин                    | Шеймус Кевин Фейи и Анна Фрике                                                                     | 23 июня 2022    | 0.84                |

### Сезон 3 (2022—2023)
| № общий | № в сезоне | Название                                                                       | Режиссёр             | Автор сценария                                                  | Дата премьеры   | Зрители в США (млн) |
| ------- | ---------- | ------------------------------------------------------------------------------ | -------------------- | --------------------------------------------------------------- | --------------- | ------------------- |
| 39      | 1          | «Мир на ниточке» «World on a String»                                           | Стив Робин           | Телесценарий Анна Фрике История Шеймас Кевин Фейхи & Анна Фрике | 6 октября 2022  | 0.76                |
| 40      | 2          | «Сидя на радуге» «Sittin' on a Rainbow»                                        | Остин Николс         | Аарон Кэрью                                                     | 13 октября 2022 | 0.67                |
| 41      | 3          | «Резина встречает дорогу» «Rubber Meets the Road»                              | Эйприл Уинни         | Брет Вандебос и Брэндон Уиллер                                  | 20 октября 2022 | 0.69                |
| 42      | 4          | «Дикие лошади не могли утащить меня прочь» «Wild Horses Couldn't Drag Me Away» | Чед Дашнау           | Рассел Френд                                                    | 27 октября 2022 | 0.80                |
| 43      | 5          | «Мамино слово» «Mum's the Word»                                                | Стефани Мартин       | Блитт Энн Джонсон                                               | 3 ноября 2022   | 0.74                |
| 44      | 6          | «Что-то есть, чего раньше не было» «Something There That Wasn't There Before»  | Питер Б. Ковальски   | Джери Карилло и Кейси Фишер                                     | 10 ноября 2022  | 0.77                |
| 45      | 7          | «Десерты» «Just Desserts»                                                      | Стив Робин           | Анна Фрике и Брет Вандебос и Брэндон Уиллер                     | 17 ноября 2022  | 0.80                |
| 46      | 8          | «Плачь, дядя» «Cry Uncle»                                                      | Америка Янг          | Аарон Кэрью                                                     | 12 января 2023  | 0.74                |
| 47      | 9          | «Буферизация» «Buffering»                                                      | Лорен Пецке          | Мария Вайас                                                     | 19 января 2023  | 0.76                |
| 48      | 10         | «Ослепленный светом» «Blinded by the Light»                                    | Кевин Берланди       | Рассел Френд                                                    | 26 января 2023  | 0.76                |
| 49      | 11         | «Прошлое - это пролог» «Past Is Prologue»                                      | Клара Аранович       | Блитт Энн Джонсон                                               | 16 февраля 2023 | 0.82                |
| 50      | 12         | «Лучшие планы» «Best Laid Plans»                                               | Paul Hunziker        | Джери Карилло                                                   | 23 февраля 2023 | 0.67                |
| 51      | 13         | «Дезертиры» «The Deserters»                                                    | Стив Робин           | Кейси Фишер                                                     | 2 марта 2023    | 0.62                |
| 52      | 14         | «Ложный флаг: Часть первая» «False Flag Part One»                              | Ричард Спейт-младший | Дэвид Джеймс                                                    | 23 марта 2023   | 0.67                |
| 53      | 15         | «Ложный флаг: Часть вторая» «False Flag Part Two»                              | Дэвид МакУиртер      | Брет Вандебос и Брэндон Уиллер                                  | 30 марта 2023   | 0.60                |
| 54      | 16         | «Папа был грабителем банка» «Daddy Was a Bank Robber»                          | Амин Кадерали        | Эдди Хьюитт-младший                                             | 27 апреля 2023  | 0.54                |
| 55      | 17         | «Она пишет сама» «It Writes Itself»                                            | Джоэл Новоа          | Аарон Кэрью                                                     | 4 мая 2023      | 0.51                |
| 56      | 18         | «Хороший день для свадьбы рейнджера» «It's a Nice Day for a Ranger Wedding»    | Стив Робин           | Анна Фрике и Рассел Френд                                       | 11 мая 2023     | 0.50                |

### Сезон 4 (2024)
| № общий | № в сезоне | Название                                                                  | Режиссёр          | Автор сценария                 | Дата премьеры  | Зрители в США (млн) |
| ------- | ---------- | ------------------------------------------------------------------------- | ----------------- | ------------------------------ | -------------- | ------------------- |
| 57      | 1          | «Тишина» «The Quiet»                                                      | Стив Робин        | Брет Вандебос и Брэндон Уиллер | 3 апреля 2024  | 0.49                |
| 58      | 2          | «Может быть, это Мэйбеллин» «Maybe it's Maybelline»                       | Стив Робин        | Аарон Кэрью                    | 10 апреля 2024 | 0.60                |
| 59      | 3          | «Уроки из сувенирного магазина» «Lessons From the Gift Shop»              | Бен Эрнандез Брей | Блитт Энн Джонсон              | 17 апреля 2024 | 0.51                |
| 60      | 4          | «Безумный бред и кровопролитие» «Insane B.S. and Bloodshed»               | Бен Эрнандез Брей | Кейси Фишер                    | 24 апреля 2024 | TBA                 |
| 61      | 5          | «Мы здесь уже бывали» «We've Been Here Before»                            | Бола Огун         | Джери Карилло                  | 1 мая 2024     | TBA                 |
| 62      | 6          | «Мы все падаем вниз» «We All Fall Down»                                   | Бола Огун         | Брет Вандебос и Брэндон Уиллер | 8 мая 2024     | TBA                 |
| 63      | 7          | «Держи меня сейчас» «Hold Me Now»                                         | Стефани Мартин    | Кейси Фишер и Рассел Френд     | 15 мая 2024    | TBA                 |
| 64      | 8          | «Конец Уитта» «Witt's End»                                                | Стефани Мартин    | Аарон Кэрью                    | 22 мая 2024    | TBA                 |
| 65      | 9          | «История ужасов и другие рассказы» «A History of Horrors and Other Tales» | Фил Харгейдж      | Блитт Энн Джонсон              | 29 мая 2024    | TBA                 |
| 66      | 10         | «Конец пути» «End This Way»                                               | Чэд Дэшоу         | Дэвид Джеймс                   | 5 июня 2024    | TBA                 |
| 67      | 11         | «Поехали, поехали» «Let's Go, Lets Go»                                    | Анна Фрике        | Анна Фрике                     | 12 июня 2024   | TBA                 |
| 68      | 12         | «Отпустить» «Letting Go»                                                  | Стив Робин        | Кейси Фишер и Рассел Френд     | 19 июня 2024   | TBA                 |
| 69      | 13         | «Увидимся когда-нибудь» «See You Sometime»                                | Стив Робин        | Анна Фрике и Блит Энн Джонсон  | 26 июня 2024   | TBA                 |

## Производство
В сентября 2019 года было объявлено, что ремейк телесериала «Крутой Уокер: Правосудие по-техасски» с Джаредом Падалеки в главной роли находится в разработке. В январе 2020 года стало известно, что телеканал The CW заказал производство первого сезона сериала без пилотного эпизода с названием «Уокер» (англ. Walker). Главным сценаристом стала Анна Фрик, которая также является исполнительным продюсером вместе с Дэвидом Лином, Линдзи Либератор и Джаредом Падалеки.
Съёмки первого сезона проходили с октября 2020 года по апрель 2021 года. 
Производство второго сезона длилось с сентября 2021 года по апрель 2022 года. 
Третий сезон снимали с августа 2022 года по март 2023 года. 